# Eugui Roy Martínez
Eugui Roy Martínez Pérez (Santiago la Galera, Oaxaca; 13 de octubre de 1998-San Agustín Loxicha, 7 de mayo de 2020) fue un activista medioambiental, estudiante de biología y divulgador científico mexicano.Eugui participó en el redescubrimiento de una rana que se creía extinta y estaba creando un artículo sobre una nueva especie de serpiente, descubierta por él, antes de su asesinato.

## Biografía
Eugui Roy Martínez Pérez nació el 13 de octubre de 1998, en la comunidad de Rancho la Magnolia, Santiago la Galera, en el estado de Oaxaca. Ahí vivió hasta que tuvo 17 años. Esta región se encuentra en una zona boscosa, dentro de la Sierra Madre del Sur.
En su infancia trabajó como recolector de café. Su padre era un conservacionista de la fauna, actividad que Eugui continuó.

### Inicios en el estudio de reptiles y anfibios
Desde niño, manipulaba serpientes, como la llamada 'víbora chatilla', ante el miedo de las personas, especialmente las señoras, que relacionaban a esta especie con las creencias de la región.
En 2009, Eugui Roy conoció al biólogo Raúl Gómez Trejo, quien trabajaba con lagartos del género Anolis. Eugui Roy comenzó a trabajar con él, y a los 11 ya era capaz de mostrarle el hábitat preferido del lagarto Anolis macrinii, ya que los conocía desde la infancia.
A partir de ese momento, Eugui Roy se convirtió en guía para los herpetólogos que querían estudiar a los especímenes de la región de Rancho la Magnolia.
A la edad de 17, fue capaz de recolectar información y datos ecológicos de la especie Sceloporus tanneri, "ampliando la distribución conocida de Xenosaurus agrenon después de localizar una nueva población de la especie y recopilar datos sobre Ptychohyla leonhardschultzei, Sarcohyla pentheter, Exerodonta smaragdina y Charadrahyla altipotens."

### Aportaciones de Eugui a la biología
Eugui participó en el redescubrimiento de la especie de rana Charadrahyla altipotens, declarada extinta previamente, pues fue el guía del equipo y, además, encontró al ejemplar.
Asimismo descubrió a una nueva especie de víbora, y tenía planeado publicar una artículo para presentar el hallazgo.
También estaba escribiendo un libro sobre las especies de la Sierra Loxicha, que iba a considerar a 40 tipos. Con este texto, pretendía dar a conocer a las especies con sus nombres zapotecas y vernáculos, para que también fueran conocidos así.
Fue colaborador en dos proyectos, Ecología de ranas arborícolas de la Sierra Norte de Oaxaca y Distribución y evaluación de riesgo de extinción por cambio climático de la lagartija Sceloporus tanneri; ambos de los investigadores de la UNAM, Víctor Jiménez Arcos y Alejandro Calzada.
También trabajó con el investigador Guillermo Woolrich Piña, del Instituto Tecnológico Superior de Zacapoaxtla en un proyecto llamado Ecología térmica de las lagartijas del género Xenosaurus de Oaxaca.

### Activismo
Eugui Roy Martínez también era activista por el medio ambiente y divulgador de la ciencia, mostrando información sobre la preservación de la naturaleza. Pertenecía a una organización llamada Biologger.
Asimismo fue parte del taller de Bioconstrucción, y era voluntario del laboratorio de Ecología de Anfibios del Centro Interdisciplinario de Investigación para el Desarrollo Integral Regional Unidad Oaxaca (CIIDIR).
Eugui tenía el proyecto de crear un centro de conservación en el rancho de su familia, y en algún momento lograr que la zona se declarara como protegida.
Aunque no era parte de su activismo, Eugue Roy Martínez se oponía a la tala clandestina y a la cacería furtiva. Su trabajo como conservacionista y divulgador tenían relación con el tema, ya que es un problema que aqueja a la zona de Loxicha.

## Asesinato
Eugui Roy Martínez fue asesinado el 7 de mayo de 2020, producto de un ataque con arma de fuego por varias personas que lo secuestraron y luego asesinaron. Se encontraba en su casa, en el rancho Magnolia, en Tierra Blanca, San Agustín Loxicha, pasando la cuarentena por la pandemia de COVID-19.
Tenía 21 años cuando ocurrió su asesinato, y se encontraba cursando el segundo semestre de la carrera de biología, en el Instituto Tecnológico del Valle de Oaxaca. La reacción de parte de la comunidad estudiantil y científica fue inmediata, mostrando indignación generalizada por el asesinato de Eugui.La Oficina en México del Alto Comisionado de las Naciones Unidas para los Derechos Humanos también condenó el asesinato del activista.
Activistas y familiares culparon del asesinato a caciques de la región de San Agustín Loxicha. Asimismo se solicitó que la Fiscalía de Oaxaca investigara y esclareciera el asesinato.
En 2022, dos años después de su asesinato, familiares y amigos de Eugui Roy señalaron que la Fiscalía de Oaxaca aún no había presentado resultados de la investigación ni había culpables por el asesinato.